# Agrotis neocomensis
Agrotis neocomensis är en fjärilsart som beskrevs av Rougemont 1905. Agrotis neocomensis ingår i släktet Agrotis och familjen nattflyn. Inga underarter finns listade i Catalogue of Life.